# Augusto Giorgio di Baden-Baden
Augusto Giorgio Simperto di Baden-Baden (Rastatt, 14 gennaio 1706 – Rastatt, 21 ottobre 1771) è stato l'ultimo margravio di Baden-Baden della "Linea Bernardina" dei magravi di Baden, regnante dal 1761 fino alla sua morte.

## Biografia
Augusto Giorgio Simperto era figlio del margravio Luigi Guglielmo di Baden-Baden (detto Türkenlouis) e della principessa Sibilla Augusta di Sassonia-Lauenburg. Alla morte del padre, al trono di Baden-Baden succedette il fratello maggiore, alla cui morte, il 22 ottobre 1761, Augusto Giorgio poté succedergli, all'età di 55 anni.
Data la sua iniziale posizione di figlio secondogenito, infatti, la madre lo aveva voluto sacerdote all'età di 20 anni. Nel 1726 era divenuto arciprete del Duomo di Colonia e nel 1728 era stato nominato decano della Cattedrale di Augusta. Dato che il fratello non aveva avuto figli e temendo l'estinzione della casata, con il beneplacito papale, svestì l'abito talare per sposare, il 7 dicembre 1735, la principessa Maria Vittoria d'Arenberg, prendendo sede ufficialmente al castello di Rastatt.
Non avendo avuto figli, con lui si estinse la linea dei margravi di Baden-Baden (che persisteva dal 1535) e i suoi domini passarono alla linea parallela dei margravi di Baden-Durlach, nella persona del cugino Carlo Federico.

## Ascendenza
|                                        |                                     |                                           | Genitori                                   |  |  | Nonni |  |  | Bisnonni                 |  |  | Trisnonni                        |  |
|                                        |                                     |                                           |                                            |  |  |       |  |  | Guglielmo di Baden-Baden |  |  | Edoardo Fortunato di Baden-Baden |  |
|                                        |                                     |                                           |                                            |  |  |       |  |  | Guglielmo di Baden-Baden |  |  | Edoardo Fortunato di Baden-Baden |  |
|                                        |                                     | Maria van Eicken                          |                                            |  |  |       |  |  | Guglielmo di Baden-Baden |  |  |                                  |  |
| Ferdinando Massimiliano di Baden-Baden |                                     |                                           |                                            |  |  |       |  |  | Guglielmo di Baden-Baden |  |  |                                  |  |
|                                        |                                     | Caterina Ursula di Hohenzollern–Hechingen | Giovanni Giorgio di Hohenzollern-Hechingen |  |  |       |  |  |                          |  |  |                                  |  |
|                                        |                                     | Caterina Ursula di Hohenzollern–Hechingen | Giovanni Giorgio di Hohenzollern-Hechingen |  |  |       |  |  |                          |  |  |                                  |  |
|                                        |                                     | Caterina Ursula di Hohenzollern–Hechingen | Francesca di Salm-Dhaun                    |  |  |       |  |  |                          |  |  |                                  |  |
| Luigi Guglielmo di Baden-Baden         |                                     | Caterina Ursula di Hohenzollern–Hechingen |                                            |  |  |       |  |  |                          |  |  |                                  |  |
|                                        |                                     | Tommaso Francesco di Savoia               | Carlo Emanuele I di Savoia                 |  |  |       |  |  |                          |  |  |                                  |  |
|                                        |                                     | Tommaso Francesco di Savoia               | Carlo Emanuele I di Savoia                 |  |  |       |  |  |                          |  |  |                                  |  |
|                                        |                                     | Tommaso Francesco di Savoia               | Caterina Michela d'Asburgo                 |  |  |       |  |  |                          |  |  |                                  |  |
| Luisa Cristina di Savoia-Carignano     |                                     | Tommaso Francesco di Savoia               |                                            |  |  |       |  |  |                          |  |  |                                  |  |
|                                        |                                     | Maria di Borbone-Soissons                 | Carlo di Borbone-Soissons                  |  |  |       |  |  |                          |  |  |                                  |  |
|                                        |                                     | Maria di Borbone-Soissons                 | Carlo di Borbone-Soissons                  |  |  |       |  |  |                          |  |  |                                  |  |
|                                        |                                     | Maria di Borbone-Soissons                 | Anna di Montafià                           |  |  |       |  |  |                          |  |  |                                  |  |
| Augusto Giorgio di Baden-Baden         |                                     | Maria di Borbone-Soissons                 |                                            |  |  |       |  |  |                          |  |  |                                  |  |
|                                        | Giulio Enrico di Sassonia-Lauenburg | Francesco II di Sassonia-Lauenburg        |                                            |  |  |       |  |  |                          |  |  |                                  |  |
|                                        | Giulio Enrico di Sassonia-Lauenburg | Francesco II di Sassonia-Lauenburg        |                                            |  |  |       |  |  |                          |  |  |                                  |  |
|                                        | Giulio Enrico di Sassonia-Lauenburg | Maria di Brunswick-Wolfenbüttel           |                                            |  |  |       |  |  |                          |  |  |                                  |  |
| Giulio Francesco di Sassonia-Lauenburg | Giulio Enrico di Sassonia-Lauenburg |                                           |                                            |  |  |       |  |  |                          |  |  |                                  |  |
|                                        |                                     | Anna Maddalena di Lobkowicz               | Guglielmo Popel von Lobkowitz              |  |  |       |  |  |                          |  |  |                                  |  |
|                                        |                                     | Anna Maddalena di Lobkowicz               | Guglielmo Popel von Lobkowitz              |  |  |       |  |  |                          |  |  |                                  |  |
|                                        |                                     | Anna Maddalena di Lobkowicz               |                                            |  |  |       |  |  |                          |  |  |                                  |  |
| Sibilla Augusta di Sassonia-Lauenburg  |                                     | Anna Maddalena di Lobkowicz               |                                            |  |  |       |  |  |                          |  |  |                                  |  |
|                                        |                                     | Cristiano Augusto del Palatinato-Sulzbach | Augusto del Palatinato-Neuburg             |  |  |       |  |  |                          |  |  |                                  |  |
|                                        |                                     | Cristiano Augusto del Palatinato-Sulzbach | Augusto del Palatinato-Neuburg             |  |  |       |  |  |                          |  |  |                                  |  |
|                                        |                                     | Cristiano Augusto del Palatinato-Sulzbach | Edvige di Holstein-Gottorp                 |  |  |       |  |  |                          |  |  |                                  |  |
| Edvige del Palatinato-Sulzbach         |                                     | Cristiano Augusto del Palatinato-Sulzbach |                                            |  |  |       |  |  |                          |  |  |                                  |  |
|                                        |                                     | Amalia di Nassau-Siegen                   | Giovanni VII di Nassau-Siegen              |  |  |       |  |  |                          |  |  |                                  |  |
|                                        |                                     | Amalia di Nassau-Siegen                   | Giovanni VII di Nassau-Siegen              |  |  |       |  |  |                          |  |  |                                  |  |
|                                        |                                     | Amalia di Nassau-Siegen                   | Margherita di Holstein-Sonderburg-Plön     |  |  |       |  |  |                          |  |  |                                  |  |
|                                        |                                     | Amalia di Nassau-Siegen                   |                                            |  |  |       |  |  |                          |  |  |                                  |  |